# Август Генріх Гофман фон Фаллерслебен
Август Генріх Гофман фон Фаллерслебен (нім. August Heinrich Hoffmann von Fallersleben, відомий як Гофман фон Фаллерслебен, власне Август Генріх Гофман, August Heinrich Hoffmann; 1798,  Фаллерслебен — 1874, Корвей, Північний Рейн-Вестфалія) —  німецький поет,  германіст, автор понад 500 пісень. 

## Біографія
Август Генріх Гофман народився 2 квітня 1798 року в містечку Фаллерслебен (нині Вольфсбург). Він не був дворянського походження, а псевдонім «фон Фаллерслебен» (за місцем народження) він використовував, щоб його не плутали з іншими поетами, які теж носили поширене німецьке прізвище Гофман. Закінчив теологічний факультет Геттінгенського університету. У Касселі познайомився з Якобом Гріммом. Студіював у Бонні. Працював бібліотекарем у Берліні. У 1840 році опублікував першу збірку свої пісень «Die unpolitischen Lieder».
У 1841 році на острові Гельголанд (тоді частина Великої Британії) написав текст до  «Пісні німців», третя строфа якого сьогодні є Національним гімном Німеччини.
Досліджував старонідерландську мову, вісім разів їздив з дослідницькою метою до Фландрії та Голландії. Зараз вважається засновником нідерландської філології. В останні роки життя працював бібліотекарем у абатстві Корвей (Fürstliche Bibliothek Corvey).
Фаллерслебен помер 19 січня 1874 року в абатстві Корвей поблизу міста Гекстера.

## Прижиттєві видання
- Unpolitische Lieder I. Hoffmann und Campe, Hamburg 1841
- Unpolitische Lieder II. Hoffmann und Campe, Hamburg 1842
- Vorrede zu politischen Gedichten aus der deutschen Vorzeit. G.L. Schuler, Straßburg 1842 (herausgegeben und mit einem Nachwort von Georg Fein)
- Deutsche Lieder aus der Schweiz. Winthertur und Zürich 1843
- Fünfzig Kinderlieder von Hoffmann von Fallersleben nach Original- und bekannten Weisen mit Clavierbegleitung von Ernst Richter. Xaver und Wigand, Leipzig 1843
- Fünfzig neue Kinderlieder von Hoffmann von Fallersleben nach Original- und bekannten Weisen mit Clavierbegleitung. von Ernst Richter, Friedrich Wassermann, Mannheim 1845
- Vierzig Kinderlieder von Hoffmann von Fallersleben nach Original- und Volks-Weisen mit Clavierbegleitung. Wilhelm Engelmann, Leipzig 1847
- Mein Leben: Aufzeichnungen und Erinnerungen. Sechs Bände, Carl Rümpler, Hannover 1868–1870
- Politische Gedichte aus der deutschen Vorzeit. 1843 (Онлайн [Архівовано 1 липня 2009 у Wayback Machine.])